# Mónica Callejo

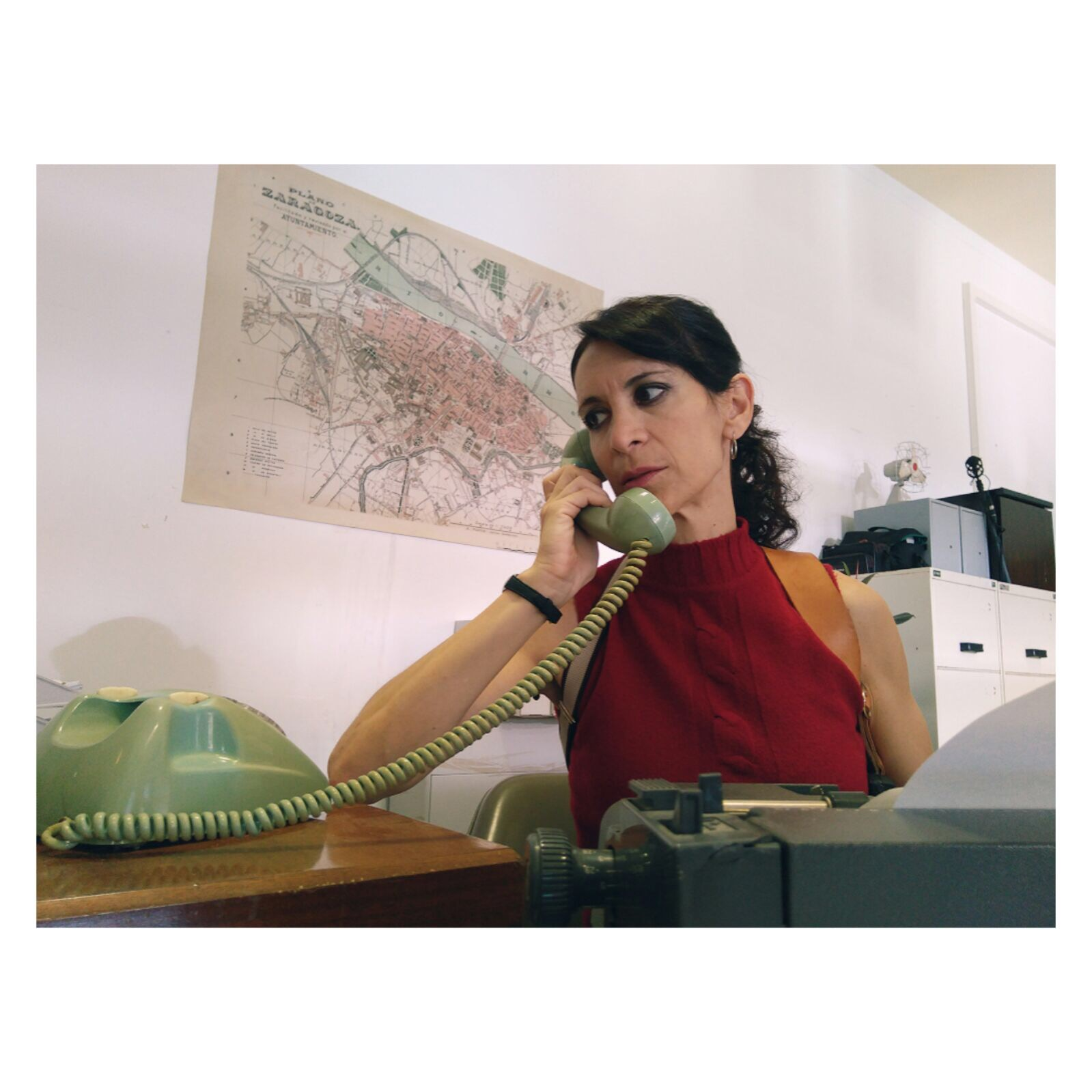

Mónica Callejo Aranda (Zaragoza, 25 de julio de 1974) es una actriz española de cine, teatro y televisión, además de realizadora y directora de teatro.

## Biografía
Estudió en la Escuela Municipal de Teatro de Zaragoza 1993–1996, durante ese tiempo recibió clases de interpretación y disciplinas como Clown, Mimo y Danza, realizando representaciones tanto de escenas como de obras de grandes clásicos y autores contemporáneos en el Teatro Principal de Zaragoza, La Gaviota, Las tres hermanas de Chéjov, Victor o los niños al poder de Roger Vitrac, Las amargas lágrimas de Petra Von Kant de Fassbinder, Hiroshima mon amour de Marguerite Duras, etc. En este tiempo participa en la creación de la compañía “Compacto Teatro”. Realiza espectáculos de café teatro, animaciones y performances en Cafés y Discotecas de Zaragoza, y otros lugares de España. En el año 1997, presenta un programa cultural en el canal de TV Zaravision de Zaragoza llamado Konozer, y un programa de ocio Nuestra Noche en el Canal 44 de TV de Zaragoza. Actúa a través del Teatro de La Estación, Zaragoza, en las obras Monólogos de Amor y Ay Manolo, a raíz de ello le surge la oportunidad de participar en la reposición de La Costilla de Adán con la compañía Noba Producciones, realizando una gira por España. En el año 2005 se traslada a Barcelona con el fin de ampliar su carrera, asistiendo a clases en la Escuela de Berty Tobías, especialista en teatro corporal y participa como coprotagonista en el cortometraje Protagonista de Xavi Esteban. Rueda el cortometraje Los tacones de Stanivslaski dirigido por Jesús Marco y crea los espectáculos Mamá, quiero ser artista y Monólogo de una actriz en paro de Stand Comedy. En el año 2006 se traslada a Madrid para poder recibir clases de grandes profesionales como Fernanda Mistral, o Jaime Chavarri y completar la formación a nivel no sólo teatral sino también cinematográfico. Rueda los cortometrajes Sangre de Horchata y Karate a muerte en Deboh dirigidos por Gustavo Palacios. En el año 2007 conoce a Javier Tenías, director de la compañía Dispara Teatro, realiza un curso de Comedia del Arte impartido por él y a partir de ahí comienza a ser integrante de dicha compañía. Realiza una gira con la compañía representando el espectáculo Criados y Enamorados llegando a representar en Italia. Hasta el año 2016 ha trabajado con la compañía Dispara teatro, con diferentes montajes como El punto de la perfección 2010 y Vis a vis 2011 Con este último montaje Vis a Vis realizó una gira por Argentina impartiendo también diversos talleres de teatro. Abril 2012. Kika viaja para ser artista, 2013 espectáculo infantil, Vivan y enamórense, 2014 espectáculo poético y Leyendas Urbanas 2013 cuyo estreno se produjo en el Festival Internacional de Teatro “ENITBAR” de Barranquilla, Colombia dónde también impartió talleres de teatro y actuó con Vis a vis.
Impartió los cursos de iniciación al teatro y de montajes teatrales de Dispara Teatro, en Zaragoza, desde 2008 hasta enero de 2017, colaborando también en la gestión del espacio de Dispara Teatro en Zaragoza: La Sala de Abajo desde su creación en 2011 hasta su cierre en enero de 2017.
Entre 2016 y 2017 participa en la serie de televisión Grupo 2 Homicidios emitida en Cuatro.

## Teatro
| Obra                           | Director          | Año         |
| ------------------------------ | ----------------- | ----------- |
| @Clarisse, dame un like        | Mónica Callejo    | 2017        |
| Vivan y enamorense             | Javier Tenías     | 2014 - 2015 |
| Leyendas Urbanas               | Javier Tenías     | 2013-2014   |
| Kika viaja para ser artista    | Javier Tenías     | 2013-2016   |
| Vis a vis                      | Javier Tenías     | 2011-2016   |
| El punto de la perfección      | Javier Tenías     | 2010-2013   |
| Criados y enamorados           | Javier Tenías     | 2007-2008   |
| La Costilla de Adrán           | Noba Producciones | 2003-2006   |
| Monólogo de una actriz en paro | Mónica Callejo    | 2005        |
| Mamá, quiero ser artista       | Mónica Callejo    | 2005        |

## Cortometrajes
| Película                   | Director                                    | Año  |
| -------------------------- | ------------------------------------------- | ---- |
| La comulgante              | Ignacio Lasierra                            | 2018 |
| Sade                       | Ramón Lasaosa                               | 2017 |
| El vuelo de Lena           | Jesús Carabias                              | 2017 |
| Todo me sale igual         | Daniel de la Peña                           | 2015 |
| Pasen por Mirilla          | Conchi del Río                              | 2015 |
| Rodando                    | Arturo Carrasco                             | 2014 |
| Mientras somos             | Jacobo Atienza                              | 2014 |
| Mi primera vez             | Jesús Quintana, José Gajón y DAvid A. Gazol | 2013 |
| El miedo                   | Sandra Escolano y Ferrán Queralt            | 2013 |
| Año nuevo, vida nueva      | Marian Carceller/Mónica Callejo             | 2008 |
| Sangre de Horchata         | Gustavo Palacios                            | 2007 |
| Karate a muerte en Deboj   | Gustavo Palacios                            | 2007 |
| Los tacones de STanivlaski | Jesús Marco                                 | 2005 |
| Protagonista               | Xavi Esteban                                | 2005 |

## Televisión
| Serie                                                                            | Personaje                | Año  |
| -------------------------------------------------------------------------------- | ------------------------ | ---- |
| Grupo 2 Homicidios Capítulos del 1 al 6 emitidos en Cuatro                       | Inspectora Silvia Castro | 2017 |
| Grupo 2 Homicidios: El crimen de la laboral Capítulo piloto emitido en Aragón Tv | Inspectora Silvia Castro | 2016 |

## Otros
| Título                      | Género                                              | Año  |
| --------------------------- | --------------------------------------------------- | ---- |
| Las Bernardas               | Teatro. Dirección y dramaturgia                     | 2017 |
| Jujá, el musical            | Teatro. Dirección y dramaturgia                     | 2017 |
| Atraviesa tus miedos        | Videominuto. Dirección y guion                      | 2016 |
| 3*3: 6 maneras de morir     | Teatro. Dirección y dramaturgia                     | 2016 |
| La vida en sepia            | Teatro. Dirección y dramaturgia                     | 2016 |
| La vida en sepia            | Cortometraje. Dirección y guion                     | 2016 |
| La oficina                  | Teatro. Dirección                                   | 2014 |
| La puerta                   | Teatro. Dirección y dramaturgia                     | 2014 |
| Los siete pecados capitales | Teatro. Codirección y dramaturgia con Javier Tenías | 2014 |
| Voy a llevarte a bailar     | Teatro. Dirección                                   | 2013 |
| Ayer, hoy y mañana          | Teatro. Dirección y dramaturgia                     | 2013 |
| Año Nuevo, vida nueva       | Cortometraje. Guion y producción                    | 2008 |

## Premios
Premios Simón
| Año  | Categoría           | Película      | Resultado |
| ---- | ------------------- | ------------- | --------- |
| 2019 | Contribución social | Esa no soy yo | Ganadora  |